# Заранџ
Заранџ или Заранг (персијски / паштунски / белучки: زرنج) је град на југозападу Авганистана, близу границе са Ираном, који 2015. године имао 160.902 становника. Он  је главни град провинције Нимруз и повезан је аутопутевима са Лашкар Гахом на истоку, Фарахом на северу и иранским градом Заболом на западу. Заранџ је главни гранични прелаз између Авганистана и Ирана, што је од велике важности за трговински пут између средње Азије и јужне Азије са Блиским истоком.
Заранџ  је трговачко и транзитно чвориште у западном Авганистану, на граници са Ираном. У Зарату живи 17.878 људи у стамбеним јединицама где постоји укупно 1.759 хектара пољопривредног земљишта. Комерцијално коришћење земљишта груписано је на главном путу за Иран.
Историја Заранџа траје више од 2500 година, а Јакуб ибн ел Лаит ел Сафар, оснивач династије Сафарида, рођен је у овом граду.

## Историја
Савремени Заранџ носи име древног града чије је име на староперсијском језику такође засведочено као Зранка. На грчком је ова реч постала Дрангијана. Друга историјска имена за Заранџ укључују Зира,  Зарангиа, Зарани итд.  На крају је реч Заранџ изведена од древне староперсијске речи заранка („водено земљиште“; на паштуском џаранда). 
Ахеменидска Зранка, главни град  Дрангијане, готово се сигурно налазио у Дахан-е Гхоламану, југоисточно од Забола у Ирану.Након напуштања тог града, његово име, Заранг или Заранџ у каснијој персијско-арапској ортографији, пренето је у наредна административна средишта регије, која је и сама постала позната као Сакастан, затим Сиџистан  и на крају Систан. Средњовековни Заранџ се налази у месту Нади-и `Али, 4,4 км северно од модерног града Заранџа. Према арапским географима, пре средњовековног Заранџа, главни град Систана налазио се у Рам Шахристану (Абар шаријар). Рам Шахристан је водом снабдеван каналом из реке Хелманд, али је његова брана пукла,  па  је подручје  било лишено воде, а становништво се преселило тродневним ходом како би пронашло Заранџ. Заранџ се појављује на Појтингеровој карти касне антике.
Подручје је дошло под муслиманску власт 652. године, када се Заранџ предао гувернеру Хорасана; накнадно је постао основа за даље ширење калифата у региону. Године 661., мали арапски гарнизон је поново успоставио своју власт у региону након што је привремено изгубио контролу због окршаја и побуна.  У Заранџу је забележена несторијанска хришћанска заједница у шестом веку, а крајем осмог века постојала је јакобитска епархија у Заранџу. У 9. веку Заранџ је био главни град  династије Сафарида, чији је оснивач био локални казанџија, који је постао господар рата, по имену Јакуб ибн ел Лајт ел Сафар.  Постао је део Газнавида, Горида, Тримурида, Сафавида и других. Поражени од Саманида 900. године, Сафариди су полако губили положај значајног чиниоца у региону, све док их Махмуд од Газнија није освојио 1003. године. После тога, Заранџ је служио као главни град Насрида (1029-1225) и Михрабанида (1236-1537) малик Нимруза.
Почетком 18. века град је постао део авганистанске династије Хотаки све док их 1738. године није уклонио Надер Шах из Хорасана. До 1747. Године када је на власт дошао  Ахмад Шах Дурани  постао је део модерног Авганистана након што је Ахвад Шах Дурани ујединио сва различита племена и стекао територије од североисточног Ирана до Делхија у Индији. Под модерним авганистанским владама ово подручје је било познато као провинција Фарах-Чакансур до 1968. године, када је одвојено да би се формирале провинције Нимруз и Фарах. Град Заранџ постао је главни град провинције Нимроз.

### Недавни догађаји
Организација граничних путева индијске владе изградила је нови аутопут под називом Пут 606 између Заранџа и Деларама у провинцији Фарах, издвојивши око 136 милиона америчких долара како би отворила везу између дубоке морске луке у Чабахару у Ирану и главних аутопутева Авганистана, систем који повезује Кабул, Кандахар, Херат, Мазари Шариф и Кундуз. Аутопут дуг 215 километара, симбол индијског развојног рада у ратом разореној земљи, индијски министар спољних послова Пранаб Мухерџи предао је авганистанским властима у јануару 2009. године у присуству авганистанског председника Хамида Карзаија и Министара спољних послова Рангин Дадфар Спанта. "Завршетак пута одражава одлучност Индије и Авганистана да ништа не може спречити или ометати сарадњу између две земље," рекао је Мухерји у функцији обележавања ове примопредаје. Том приликом, Карзаи је рекао, да је завршетак пројекта  порука онима који желе да зауставе сарадњу између Индије и Авганистана. „Наша сарадња неће стати“. Талибани су се противили овом пројекту и покренули су учестале нападе на грађевинске раднике покушавајући да их присиле на обуставњање посла. Укупно шест Индијанаца, укључујући возача Организације граничних путева и четири војника ИТБП-а, и 129 Авганистанаца убијено је у тим нападима.
Покрајина је била једна од 7 (Нимруз, Хелманд, Кандахар, Урузган, Газни, Пактика и Забул) у којима су се талибани недавно прегруписали. Зазим је 14. августа 2012. године у Заранџу неколико бомбаша самоубица убило десетине цивила у великом терористичком нападу на град.
Због непосредне близине Заранџа са Ираном, град се углавном ослања на иранске производе. Повећањем трговине авганистанска гранична полиција суочава се са порастом шверца, посебно илегалних дрога и оружја. Укупна економска ситуација постаје боља за локално становништво града. Стотине камиона са робом са Блиског истока свакодневно улазе у град.
У последњој деценији, амерички маринци и други припадници Међународних снага за помоћ у безбедности (МСПБ) посетили су град Заранџ. Амерички маринци и други амерички званичници укључени су са авганистанском владом у велике развојне пројекте. То укључује унапређење мреже за наводњавање града, изградњу авганистанске војске и касарне авганистанске националне полиције, као и болнице и школе.
Град опслужује аеродром Заранџ, који такође унапређују Сједињене Државе. Амерички маринци додељени трећем корпусу познати као морско авионско крило посећују Заранџ откако је изграђена оперативна база америчке морске базе Деларам у округу Деларам у Заранџу.  А 3. крило морских авиона изградило је две бетонске зоне за слетање хеликоптера на западној страни шљунковите писте аеродрома Заранџ како би олакшало слетање хеликоптера УСМЦ В-22 Оспреј  3. и 4. батаљона маринаца. Хелипади сада опслужују све хеликоптере који слећу на аеродром Заранџ.

## Клима
Заранџ има врућу пустињску климу (Кепенова класификација климе BWh) са веома врућим летима и хладним зимама. Падавина је врло мало, а углавном зими. Температура лети може да се приближи 50 °C (122 °F); највиша поуздано забележена температура је 49,6 °C (121,3 °F), а најнижа је −13,2 °C (55,8 °F).
.
| Клима Заранџ                | Клима Заранџ | Клима Заранџ | Клима Заранџ | Клима Заранџ | Клима Заранџ | Клима Заранџ | Клима Заранџ | Клима Заранџ | Клима Заранџ | Клима Заранџ | Клима Заранџ | Клима Заранџ | Клима Заранџ  |
| Показатељ \ Месец           | .Јан.        | .Феб.        | .Мар.        | .Апр.        | .Мај.        | .Јун.        | .Јул.        | .Авг.        | .Сеп.        | .Окт.        | .Нов.        | .Дец.        | .Год.         |
| --------------------------- | ------------ | ------------ | ------------ | ------------ | ------------ | ------------ | ------------ | ------------ | ------------ | ------------ | ------------ | ------------ | ------------- |
| Апсолутни максимум, °C (°F) | 24,1 (75,4)  | 30,6 (87,1)  | 37,0 (98,6)  | 45,0 (113)   | 51,0 (123,8) | 49,7 (121,5) | 49,3 (120,7) | 50,0 (122)   | 49,7 (121,5) | 42,0 (107,6) | 36,0 (96,8)  | 27,8 (82)    | 51 (123,8)    |
| Максимум, °C (°F)           | 14,3 (57,7)  | 18,7 (65,7)  | 25,0 (77)    | 32,6 (90,7)  | 37,3 (99,1)  | 42,8 (109)   | 42,5 (108,5) | 41,3 (106,3) | 37,0 (98,6)  | 31,2 (88,2)  | 23,1 (73,6)  | 17,7 (63,9)  | 30,29 (86,53) |
| Просек, °C (°F)             | 6,5 (43,7)   | 10,0 (50)    | 15,7 (60,3)  | 23,3 (73,9)  | 29,1 (84,4)  | 33,4 (92,1)  | 35,0 (95)    | 32,3 (90,1)  | 27,2 (81)    | 21,9 (71,4)  | 13,1 (55,6)  | 8,7 (47,7)   | 21,35 (70,43) |
| Минимум, °C (°F)            | 0,1 (32,2)   | 2,9 (37,2)   | 7,7 (45,9)   | 14,7 (58,5)  | 20,0 (68)    | 25,2 (77,4)  | 27,3 (81,1)  | 24,9 (76,8)  | 18,5 (65,3)  | 12,3 (54,1)  | 4,8 (40,6)   | 0,7 (33,3)   | 13,26 (55,87) |
| Апсолутни минимум, °C (°F)  | −13,2 (8,2)  | −8,2 (17,2)  | −5,2 (22,6)  | 1,0 (33,8)   | 5,0 (41)     | 16,0 (60,8)  | 18,4 (65,1)  | 13,2 (55,8)  | 3,9 (39)     | −2,7 (27,1)  | −7,1 (19,2)  | −8,8 (16,2)  | −13,2 (8,2)   |
| Количина падавина, mm (in)  | 19,7 (0,776) | 9,9 (0,39)   | 11,2 (0,441) | 2,4 (0,094)  | 0,6 (0,024)  | 0,0 (0)      | 0,0 (0)      | 0,0 (0)      | 0,0 (0)      | 1,2 (0,047)  | 1,4 (0,055)  | 5,1 (0,201)  | 51,5 (2,028)  |
| Дани са кишом               | 3            | 2            | 2            | 2            | 0            | 0            | 0            | 0            | 0            | 0            | 1            | 1            | 11            |
| Релативна влажност, %       | 55           | 50           | 44           | 40           | 35           | 29           | 28           | 29           | 33           | 41           | 49           | 54           | 40,6          |
| Извор: NOAA (1969-1983)     |              |              |              |              |              |              |              |              |              |              |              |              |               |

## Демографија
Према Министарству за руралну рехабилитацију и развој (МРРР), заједно са УНХЦР-ом и Централним заводом за статистику (ЦЗС) Авганистана, 2004. године становништво Заранџа је износло око 49.851 људи. Етничке групе су следеће: Белуџи 44%, Паштуни 34% и Таџикистанци 22%.
Град Заранџ  има 160.902 становника.

## Пут 606: Аутопут Деларам-Заранџ
Аутопут Деларам – Заранџ, познат и као Пут 606, је двосмерни  пут дужине 217 км или 135 миља који је изградила Индија у Авганистану, повезујући Деларам у провинцији Фарах са Заранџом у суседној провинцији Нимруз у близини иранске границе. Повезује авганистанско-иранску границу са аутопутем Кандахар-Херат у Делараму, који омогућава повезивање са другим великим авганистанским градовима преко пута А01, укључујући планирану рударску експлоатацију Индије у концесији за рударство Хаџигак. Пут 606 смањује време путовања између Деларама и Заранџа са ранијих 12–14 сати на само 2 сата. Индија и Иран су потписали  споразум у мају 2016. године о повезивању са луком Чабахар железничком и путном везом.